# 理番同知
理番同知為清朝的理番官員，原為治理台灣北部平埔族（熟番）所設立的特殊官署或官銜，後亦治理高山族，該官署首設於1766年。

## 官職緣起
1709年，墾號陳賴章申請開發大佳臘，漢人與平埔族之間的糾紛日有所聞。
1776年為了應付此類複雜的交涉情事，特地設立「北路理番同知」官署與官銜。專門處理漢人與平埔族的土地、物品交易及婚姻等問題。1875年，該北路理番同知再改名為中路撫民理番同知，理番重點改為中部。